# Biassono

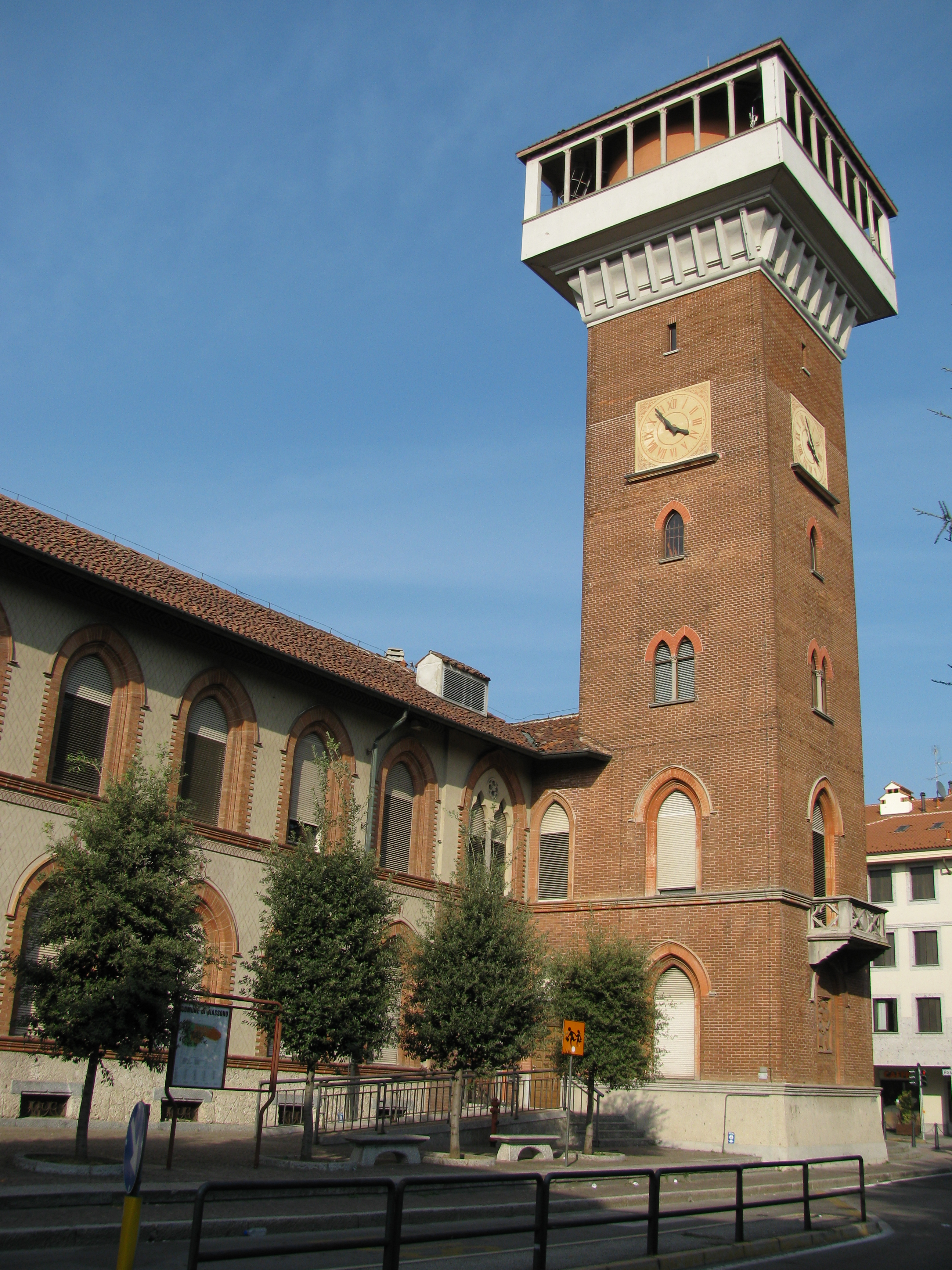
Der Torre Acquedotto in Biassono

Biassono ist eine norditalienische Gemeinde (comune) mit 12.336 Einwohnern (Stand 31. Dezember 2023) in der Provinz Monza und Brianza in der Lombardei. Die Gemeinde liegt etwa 5 Kilometer nördlich von Monza und etwa 20 Kilometer nordnordöstlich von Mailand am Rande des Parco Regionale della Valle del Lambro. Der Lambro fließt durch den Ortsteil San Giorgio al Lambro.

## Geschichte
Biassono soll Geburtsort von Ansperto oder Ansbert, Bischof von Mailand (868 bis zu seinem Tod 881) gewesen sein. Möglicherweise geht der Name der Gemeinde auf eine Befestigung (Fortezza dei Blasoni) zurück. Das Kloster Biassono war zeitweise Unterkunft der Guglielmiten.

## Wirtschaft und Verkehr
Im Gemeindegebiet liegt das Autodromo Nazionale Monza, die Rennstrecke von Monza, die jährlich im September Austragungsort eines Formel-1-Rennens (Großer Preis von Monza) ist.
Gemeinsam mit der Gemeinde Lesmo besteht die Bahnstation Biassono-Lesmo Parco an der Bahnstrecke Monza–Molteno. Die Personenzüge dieser Strecke bilden seit 14. Dezember 2014 die Linie S7 der S-Bahn Mailand.

## Gemeindepartnerschaft
Biassono unterhält seit 2010 eine Partnerschaft mit der Schweizer Gemeinde Minusio im Kanton Tessin.

## Persönlichkeiten
- Andrea Maria Erba (1930–2016), Bischof von Velletri-Segni
- Fabrizio Pirovano (1960–2016), Motorradrennfahrer